# Hạ nghị viện Việt Nam Cộng hòa
Hạ nghị viện Việt Nam Cộng hòa là một trong hai viện của chính thể Đệ Nhị Cộng hòa, được thành lập dựa trên bản hiến pháp năm 1967. Đây là cơ quan lập pháp đại diện cho nhân dân, có vai trò quan trọng trong việc ban hành luật và giám sát hành pháp.

## Lịch sử
Sau cuộc đảo chính năm 1963 và thời kỳ quân quản dưới quyền của Hội đồng Quân nhân Cách mạng và Hội đồng Quân lực, Quốc hội lúc này tạm ngưng hoạt động. Dưới thời nội các chiến tranh, Ủy ban Lãnh đạo Quốc gia và Ủy ban Hành pháp Trung ương đã thành lập Quốc hội Lập hiến nhằm tham gia soạn thảo bản hiến pháp tương lai góp phần hình thành những định chế mới. Sau cùng, Hiến pháp năm 1967 được ban hành, thiết lập nền Đệ Nhị Cộng hòa có hệ thống quốc hội lưỡng viện gồm Thượng nghị viện và Hạ nghị viện.
Cuộc tuyển cử đầu tiên để bầu ra Hạ nghị viện được tổ chức vào ngày 22 tháng 10 năm 1967, với tỷ lệ cử tri đi bầu là 57,8% tại Đô thành Sài Gòn và 73% trên toàn quốc. Ngày 31 tháng 10 cùng năm, Hạ nghị viện tiến hành lễ khai mạc tại trụ sở Quốc hội. Sau đó, Dân biểu Hạ nghị viện đã làm lễ tuyên thệ trước Quốc hội vào ngày 22 tháng 1 năm 1968.
Hạ nghị viện pháp nhiệm I (1967–1971) có 137 dân biểu và đến pháp nhiệm II (1971–1975) thì tăng lên thành 159 dân biểu. Tính đến năm 1974 thì cứ 50.000 cử tri thì có một dân biểu. Nhiệm kỳ dân biểu là bốn năm. Các dân biểu được phân bổ làm việc trong 18 ủy ban thường trực. Trụ sở Hạ nghị viện là Tòa nhà Quốc hội ở Công trường Lam Sơn, sau năm 1975, nơi này được chuyển thành Nhà hát Thành phố Hồ Chí Minh. Hạ nghị viện cuối cùng là khóa 2 trước khi Việt Nam Cộng hòa sụp đổ được bầu lên vào ngày 19 tháng 8 năm 1971. Kỳ tuyển cử kế tiếp đáng ra sẽ diễn ra vào cuối năm 1975 thế nhưng Hạ nghị viện đã chấm dứt hoạt động sau khi Sài Gòn thất thủ.

## Tổ chức
Hạ nghị viện bao gồm từ 100 đến hai 200 Dân biểu. Dân biểu được bầu theo lối phổ thông đầu phiếu trực tiếp và kín theo thể thức đơn danh, đa số tương đối, trong từng đơn vị lớn nhất là tỉnh.  Nhiệm kỳ Dân biểu là bốn năm và có thể được tái cử. Cuộc bầu cử tân Hạ nghị viện sẽ được kết thúc chậm nhất là một tháng trước khi pháp nhiệm cũ chấm dứt. Văn phòng Hạ nghị viện gồm có 1 Chủ tịch, 2 Phó Chủ tịch, 1 Tổng Thư ký, 3 Phó Tổng Thư ký cùng 2 Hội kế viên là Hội kế viên thanh toán và Hội kế viên Kiểm soát Ước chi.

### Ứng cử
Công dân được quyền ứng cử Dân biểu nếu đáp ứng những tiêu chí như sau:
1. Có Việt tịch từ khi mới sinh, hoặc đã nhập Việt tịch ít nhất bảy năm, hoặc đã thủ đắc hoặc hồi phục Việt tịch ít nhất năm năm tính đến ngày bầu cử.[10]
2. Đủ hai mươi lăm tuổi tính đến ngày bầu cử.[10]
3. Được hưởng các quyền công dân.[10]
4. Ở trong tình trạng hợp lệ quân dịch.[10]
5. Hội đủ các điều kiện khác theo Luật Bầu cử quy định.[10]

### Khối chính trị
Ngoài cơ cấu chính thức, các Dân biểu có thể tập hợp thành nhóm lập pháp hay khối tùy theo lập trường chính trị hoặc khuynh hướng hành động, tuy không phải là đảng phái chính thức. Vào thập niên 1970, Hạ nghị viện có sáu khối:
1. Khối Cộng hòa, 50 Dân biểu, phe thân chính quyền
2. Khối Độc lập, 39 Dân biểu
3. Khối Dân tộc Xã hội, 27 Dân biểu, phe đối lập
4. Khối Quốc gia, 9 Dân biểu
5. Khối Dân quyền, 16 Dân biểu
6. Không liên kết, 18 Dân biểu

### Ủy ban thường trực
Tính đến năm 1972, Hạ nghị viện có tổng cộng 18 ủy ban thường trực:
- Ủy ban Y tế
- Ủy ban Xã hội
- Ủy ban Nội vụ
- Ủy ban Kinh tế
- Ủy ban Miên vụ
- Ủy ban Chiêu hồi
- Ủy ban Thông tin
- Ủy ban Lao động
- Ủy ban Ngoại giao
- Ủy ban Canh nông
- Ủy ban Quốc phòng
- Ủy ban Cựu Chiến binh
- Ủy ban Phát triển Nông thôn
- Ủy ban Tư pháp và Định chế
- Ủy ban Ngân sách Tài chánh
- Ủy ban Phát triển các Sắc tộc
- Ủy ban Giao thông Công chánh
- Ủy ban Văn hóa Giáo dục và Thanh niên

## Chức năng
Hạ nghị viện có chức năng như sau:
- Xem xét và thông qua ngân sách quốc gia.
- Đề xuất, thảo luận, sửa đổi và thông qua các dự luật.
- Có quyền chất vấn và bất tín nhiệm các thành viên chính phủ.
- Phê chuẩn các hiệp định quốc tế và quyết định quan trọng của quốc gia.

## Nhận định
Mặc dù Hạ nghị viện được xác định là cơ quan lập pháp độc lập về mặt lý thuyết, thế nhưng trên thực tế thì Tổng thống và quân đội có ảnh hưởng lớn đến chính trường cũng như hoạt động của Quốc hội. Việc bổ nhiệm và các áp lực từ hành pháp đôi khi làm suy giảm tính độc lập và khách quan của Hạ nghị viện. Ngoài ra, do không có các đảng phái lớn hoạt động có tổ chức và lâu dài, nhiều ứng cử viên vận động tranh cử với tư cách cá nhân hoặc đại diện cho các nhóm lợi ích địa phương, dẫn đến sự thiếu liên kết và tầm nhìn chiến lược trong hoạch định chính sách. Trong bối cảnh chiến tranh và bất ổn, Hạ nghị viện gặp nhiều khó khăn trong việc đưa ra các chính sách dài hạn. Một số phiên họp bị gián đoạn hoặc hoãn lại do tình hình an ninh hoặc do thiếu sự đồng thuận giữa các thành viên. Bên cạnh đó, một số dân biểu thiếu kinh nghiệm chính trị hoặc chuyên môn, ảnh hưởng đến hiệu quả tranh luận và soạn thảo luật. Do điều kiện chiến tranh, tại một số vùng chiến sự, không thể tổ chức bầu cử, dẫn đến tình trạng mất cân bằng về đại diện vùng miền trong Hạ nghị viện.